# شهرداری لاسکو
شهرداری لاسکو (به لاتین: Municipality of Laško) یک منطقهٔ مسکونی در اسلوونی است که در اسلوونی واقع شده‌است. شهرداری لاسکو ۱۹۷٫۵ کیلومتر مربع مساحت و ۱۳٬۷۳۰ نفر جمعیت دارد.